# 英國伯明罕科學博物館
伯明翰科學博物館，是一所位於英國伯明翰的科學博物館。博物館於2001年開放。是伯明翰博物9個場館之一，屢獲殊榮的科學博物館，適合家庭出遊。內有迷你布魯姆（MiniBrum）天文館（Planetarium）科學園 我們不斷變化的星球（Our Changing Planet）海洋世界畫廊（Marine Worlds Gallery）噴火畫廊（Spitfire Gallery）我們成功了（We Made It）斯梅威克引擎（Smethwick Engine）8個展區。